# جوزار (مقاطعة تشالدران)
جوزار (بالإنجليزية: Javzar)‏ هي مستوطنة تقع في قسم آواجيق الشمالي الريفي (مقاطعة تشالدران) في تركيا. يقدر عدد سكانها بـ 56 نسمة .